# Clytie delunaris
Clytie delunaris är en fjärilsart som beskrevs av Otto Staudinger 1889. Clytie delunaris ingår i släktet Clytie och familjen nattflyn. Inga underarter finns listade i Catalogue of Life.